# أنتوني سايكس
أنتوني سايكس هو سياسي أمريكي، ولد في 29 نوفمبر 1972 في نيوكاسل في الولايات المتحدة. نشط حزبياً في الحزب الجمهوري. وقد انتخب عضو مجلس ولاية أوكلاهوما ‏.